# Jevenstedt
Jevenstedt er en kommune og administrationsby i det nordlige Tyskland, beliggende i Amt Jevenstedt i den sydlige del af Kreis Rendsborg-Egernførde. Kreis Rendsborg-Egernførde ligger i den centrale del af delstaten Slesvig-Holsten.

## Geografi
Kommunen ligger ved B 77 ved udkanten af den 380 km² store Naturparks Aukrug med enge, marker, hede moser, damme og små floder. Floden Jevenau løber gennem Jevenstedt, og Jevenstedter Teiche, der er syv sammenhængende damme ligger i nordenden af byen. Fra 1901 til 1957 havde Jevenstedt en station på Rendsburger Kreisbahn.
I kommunen ligger landsbyerne Altenkattbek, Barkhorn, Bramkamp, Dammstedt, Jevenstedterteich, Kolshorn, Kreuzkoppel, Nienkattbek, Pollhorn, Schwabe og Spannan.